# Theodosia Trollope
Theodosia Trollope (Torquay, 28 novembre 1816 – Firenze, 13 aprile 1865) è stata una poetessa, scrittrice e traduttrice inglese.

## Biografia
Nata Garrow, cresce in Inghilterra a Torquay, il padre Joseph, figlio di madre indiana è noto per aver curato nel 1846 la prima traduzione inglese della Vita nuova di Dante Alighieri. La madre, di origini ebraiche, era vedova di un ufficiale navale, da cui aveva avuto due figli.
In viaggio con il padre a Firenze nel 1844, conosce e poi sposa Thomas Adolphus Trollope, fratello di Anthony Trollope e figlio di Frances Trollope, di cui sono ospiti. La coppia nel 1848 va a vivere in una villetta in Piazza Indipendenza a Firenze, che diviene ben presto il salotto della comunità anglofona fiorentina. Ha una figlia, Beatrice, nel marzo del 1853. Muore a Firenze ed è lì sepolta nel Cimitero degli inglesi

## Attività
Pubblica la sua prima poesia nel 1839 e scrive articoli in diverse pubblicazioni tra cui Household Words edito da Charles Dickens. La sua poesia è stata lodata da Walter Savage Landor e paragonata a quella di Elizabeth Barrett Browning ma la stessa Barrett non ritiene il paragone giustificato, scrive infatti che la poesia di Trollope era "scorrevole e dolcemente scritta, senza traccia della cosa chiamata genio".

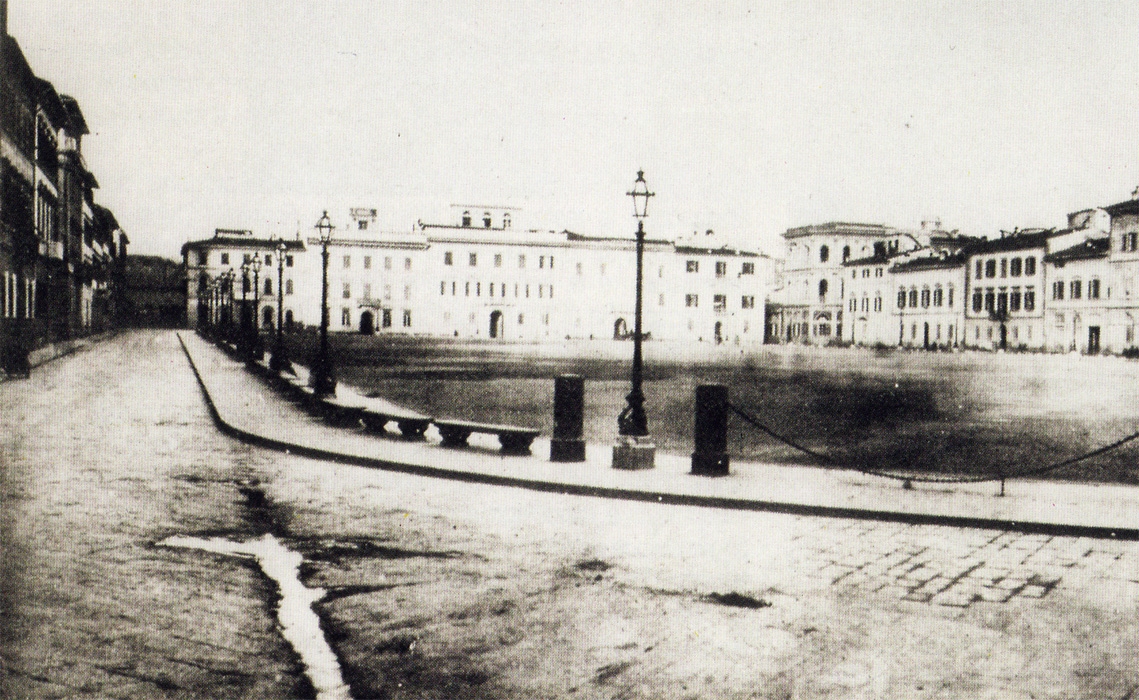
Piazza Indipendenza nel 1860

A Firenze, nel Villino Trollope, Theodosia Trollope anima un salotto letterario frequentato da tutta la comunità inglese fiorentina, nel quale favorisce un forte impegno degli inglesi in favore del movimento risorgimentale italiano scrivendo anche molti articoli di sostegno politico pubblicati sulla rivista inglese Athenaeum. Traduce molti testi di Giovan Battista Niccolini, Giuseppe Giusti e Francesco Dall'Ongaro.

## Opere
- (EN) Florence Trollope, Social aspects of the Italian Revolution, in a series of letters from Florence, reprinted from the Athenaeum; with a sketch of subsequent events up to the present time, Londra, Chapman and Hall, 1861., nuova edizione New York, Ams press, 1975.

### Poesie
- 1839 – The Gazelles and On Presenting a Young Invalid with a Bunch of Early Violets[5]
- 1841 – Song of the Winter Spirits[5]
- 1842 – On a Portrait of Her Majesty[5]
- 1847 – The Cry of Romagna[4]
- 1841 – Imagine's Reward: A Legend of the Rhine[6]
- 1842 – The Doom of Cheynholme[6]
- 1843 – The Lady of Ashynn[6]
- 1846 – She is not Dead but Sleepeth[6]
- 1847 – Lethe Draught[6]

### Traduzioni
- 1846 – Arnold of Brescia: A Tragedy. Lo scrittore originale di quest'opera d'arte è stato il poeta e patriota italiano  Giovanni Battista Niccolini.[7]
- 1847 – The English Heart to the Roman Pontiff[8]